# Matías Asún
Matías Ignacio Asún Hamel (Santiago de Chile, 3 de febrero de 1979) es un psicólogo, magíster en sociología, activista y defensor ambiental chileno, director ejecutivo de Greenpeace-Chile y director de campañas de la misma organización para Chile, Argentina y Colombia. 

## Biografía
Hijo del destacado psicólogo Domingo Asún, quien fuera decano de la Facultad de Psicología de la Universidad Diego Portales, Matías Asún estudió psicología en la misma universidad y se graduó en 2004 con una tesis en el área de la psicología comunitaria.
Entre 2006 y 2008 realizó estudios de Magíster en Sociología en la Universidad de Chile, donde en 2011 ejerció la docencia por algunos meses.  A corto andar su interés profesional derivó hacia el activismo medioambiental, causa que, según él mismo asegura, no es algo alejado de su primera vocación, sino una derivación lógica: 

«Para mí, la dimensión medioambiental no era una cuestión en sí misma, si no parte de una convicción  más amplia respecto al respeto que nos debemos los unos con los otros, de una formación valórica más básica, y desde ese punto de vista, si hay algún lugar en donde no está claro el respeto que nos debemos como sociedad, es en cuestiones medioambientales, por lo tanto, mi llegada a Greenpeace, fue una derivación ineludible de mi propia trayectoria»

Desde 2010 ejerció como director ejecutivo de la oficina de Greenpeace en Chile y en mayo de 2012 asumió el cargo de director nacional. A contar 2021 y manteniendo este último cargo, asumió también la dirección del Departamento de Campañas de Greenpeace Andino para Chile, Argentina y Colombia.

## Áreas de trabajo
Los aportes de su trabajo por la defensa del medioambiente se concentran en la gestión de redes y el trabajo comunitario. Son temas de su interés el desarrollo territorial a escala humana y la superación de la pobreza.
Ha participado y dirigido campañas de connotación nacional e internacional, como la lucha por la defensa de los glaciares, ecosistemas costeros, humedales, fiordos y otros, defendiéndolos de las actividades empresariales extractivas, las que debido a una pobre regulación y fiscalización causan un fuerte impacto ambiental en Chile y en la región.  Desde su lugar como director de Greenpeace ha planteado a las autoridades propuestas de mejora en estos aspectos, pero también ha formulado críticas sustantivas cuando la gestión ambiental es cuestionable, como por ejemplo en el caso de la aprobación de la ampliación de mina Los Bronces. con fuerte impacto sobre los glaciares.
Un tema central de  su trabajo es la crítica al extractivimo sobre el que basan su crecimiento las grandes fortunas en Chile. En su opinión esta acumulación está directamente asociada a la actividad intensiva sobre la tierra y los recursos naturales, de modo tal que esta forma de desarrollo económico  impacta fuertemente sobre el medio ambiente, toda vez que, según denuncia,  no se respetan los marcos legales mínimos. Ha expresado también que uno de los ejemplos más evidentes de esto es el conflicto ambiental en torno a la Dominga y la disposición a actuar fuera de la legalidad del grupo económico que está detrás de la inversión: «parte de ese problema es que detrás de Dominga está el grupo Penta, entonces, quizás el primer elemento aquí es que existe una disposición al actuar ilegal en más de una ocasión, hay un patrón de tráfico de influencias desgraciadamente alto».
Su activismo tiene fuerte impacto mediático y en la política nacional. En enero de 2024 el excandidato a la presidencia José Antonio Kast  se refirió a sus acttividades como entorpecedoras de la inversión e invitó a Asún «a irse del país»". Estas declaraciones motivaron de inmediato el rechazo de las organizaciones sociales y medioambientales, las que manifestaron públicamente su solidaridad con el activista y con Greenpeace.